# Sommer-Paralympics 2012/Teilnehmer (Afghanistan)
| stlisierte Goldmedaille | stlisierte Silbermedaille | stlisierte Bronzemedaille |
| ----------------------- | ------------------------- | ------------------------- |
| —                       | —                         | —                         |

Afghanistan entsandte einen Sportler zu den Paralympischen Sommerspielen 2012 in London.

## Teilnehmer nach Sportart

### Powerlifting (Bankdrücken)
| Athleten              | Wettbewerb       | Gewicht | Rang |
| Männer                |                  |         |      |
| Mohammad Fahim Rahimi | Klasse bis 75 kg | 127     | 12   |